# Bartosz Rudyk
Bartosz Rudyk (* 18. September 1998 in Wrocław) ist ein polnischer Radsportler, der Rennen auf Bahn und Straße bestreitet.

## Sportlicher Werdegang
Seit 2016 ist Bartosz Rudyk international im Radsport aktiv, vor allem auf der Bahn. Bei den Junioren-Bahneuropameisterschaften 2016 errang er mit dem polnischen Junioren-Vierer Silber in der Mannschaftsverfolgung. Im Jahr darauf belegte der Vierer bei den U23-Europameisterschaften Platz drei. 2018 wurde er gemeinsam mit Dawid Migas polnischer U23-Meister im Zweier-Mannschaftsfahren. 2020 holte er bei den UEC-Bahn-Europameisterschaften der Junioren/U23 2020 im Scratch seinen ersten Einzeltitel und mit Filip Prokopyszyn Bronze im Zweier-Mannschaftsfahren.
Seit der Saison 2020 ist Rudyk Mitglied verschiedener UCI Continental Teams, mit denen er vermehrt Straßenrennen bestreitet. Seine ersten internationale Erfolge erzielte er in der Saison 2023 mit dem Sieg beim Puchar Mon sowie zwei Etappensiegen bei der Dookoła Mazowsza und Belgrad-Banja Luka. 2024 folgte ein Etappenerfolg bei der Griechenland-Rundfahrt. Mit dem Gewinn des Grand Prix Apollon Temple 2025 erzielte er den ersten Sieg überhaupt für sein neues Team Monogo Lubelskie Perła Polski.

## Familie
Sein Bruder älterer ist Mateusz Rudyk, der in den Kurzzeitdisziplinen auf der Bahn aktiv ist.

## Erfolge

### Bahn
2016
- Junioren-Europameisterschaft – Mannschaftsverfolgung (mit Dawid Czubak, Szymon Krawczyk und Patryk Pazik)

2017
- U23-Europameisterschaft – Mannschaftsverfolgung (mit Dawid Czubak, Szymon Krawczyk und Daniel Staniszewski)

2018
- Polnischer U23-Meister – Zweier-Mannschaftsfahren (mit Dawid Migas)

2020
- U23-Europameister – Scratch
- U23-Europameisterschaft – Zweier-Mannschaftsfahren (mit Filip Prokopyszyn)

2021
- Polnischer Meister – Einerverfolgung

### Straße
2016
- eine Etappe La Coupe du Président de la Ville de Grudziądz

2023
- eine Etappe Dookoła Mazowsza
- eine Etappe Belgrad-Banja Luka
- Puchar Ministra Obrony Narodowej

2024
- eine Etappe und Punktewertung Griechenland-Rundfahrt

2025
- Grand Prix Apollon Temple